# Spinaziezuring
Spinaziezuring of zevenjarige spinazie (Rumex patientia) is een vaste plant die behoort tot de duizendknoopfamilie (Polygonaceae). De soort komt van nature voor in Europa, Azië en Noord-Amerika. In Nederland komt spinaziezuring ook verwilderd voor. Het aantal chromosomen is 2n = 60.
De plant wordt 50 tot 150 centimeter hoog en heeft een spoelvormige wortelstok. De lichtgroene, bladeren zijn lancetvormig, hebben een lengte van 30 tot 45 centimeter en zijn 10 tot 15 centimeter breed. De wortelstandige bladeren zijn niet gekroesd en de bladsteel heeft diepe groeven; dit in tegenstelling tot die bij de krulzuring.
De plant bloeit van mei tot in oktober met groene bloemen die met tien tot twintig bloemen in slanke pluimen zijn gerangschikt.
De vrucht is een bruin, driehoekig nootje, dat 3 tot 3,5 millimeter lang en 1,5 tot 2,5 millimeter breed is. Deze vrucht wordt omgeven door 6 tot 8 millimeter lange en 5 tot 9 millimeter brede, eironde tot rondachtige vruchtkleppen (binnenste bloemdekbladen).

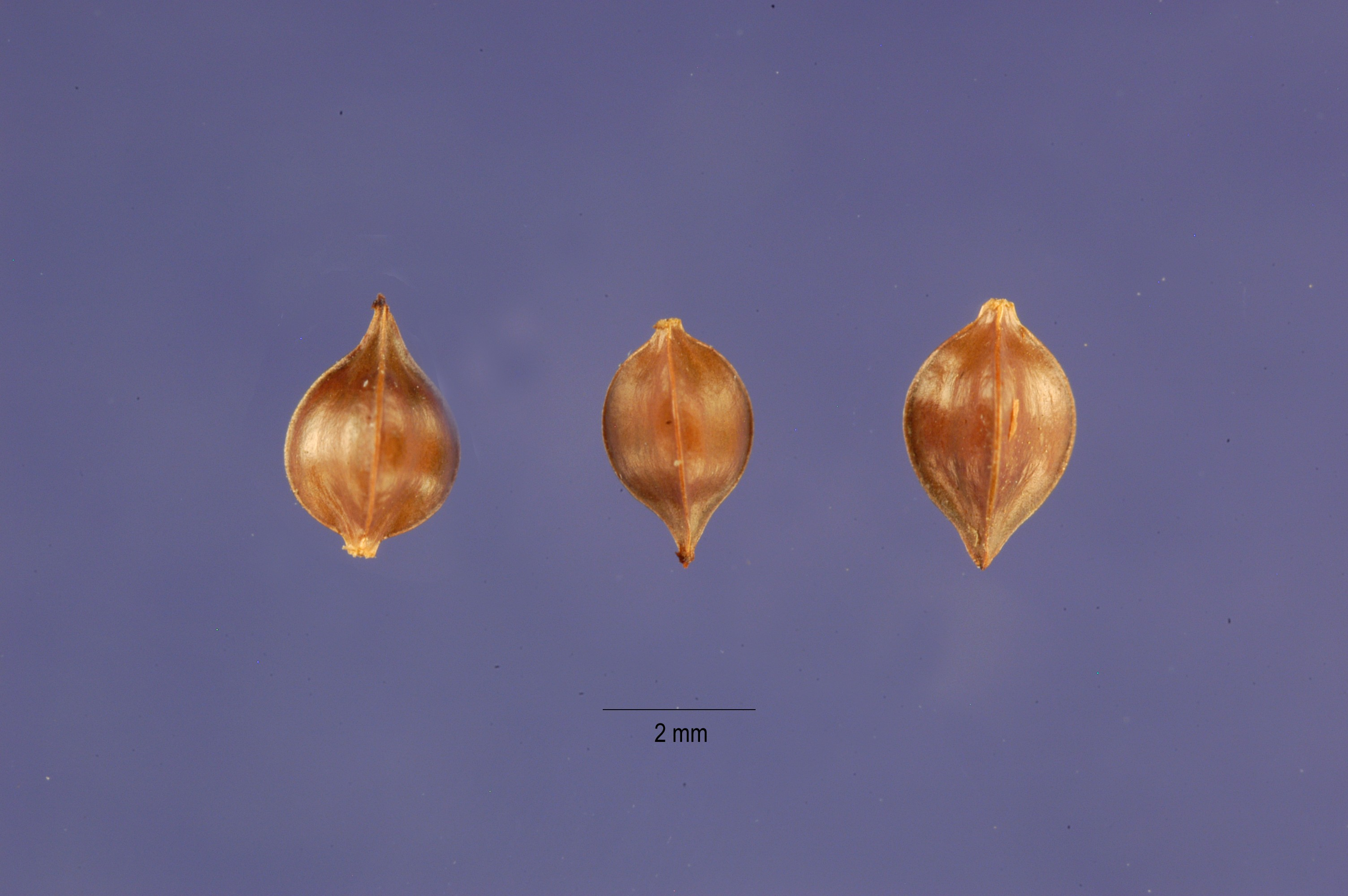
Nootjes

## Gebruik
De jonge bladeren worden in Oost-Europa als bladgroente gegeten. Dit is met name het geval in Bulgarije, Noord-Macedonië en Servië. In Roemenië wordt het ook gebruikt als ingrediënt voor soepen.

## Namen in andere talen
- Duits: Garten-Ampfer
- Engels: Patience Dock, Garden patience, Herb patience, Monk's rhubarb
- Frans: l'oseille-épinard